# Oued Djendjene
Oued Djendjene är ett vattendrag i Algeriet.   Det ligger i provinsen Jijel, i den norra delen av landet, 250 km öster om huvudstaden Alger.